# Vincenzo Bellavere
Vincenzo Bellavere (anche Bell'haver, Bell'aver, Belaver) (1540-1541 – 29 agosto 1587) è stato un compositore italiano della scuola veneziana.
Nonostante sia stato una figura abbastanza minore nella scuola veneziana, egli è stato un competente compositore di madrigali e scrisse alcune opere nello stile policorale veneziano. 

## Biografia
Nulla si sa di lui prima della sua comparsa come organista presso la Cattedrale di Padova nel 1567. Nello stesso anno cercò invano di ottenere il prestigioso posto di primo organista presso la detta Cattedrale. Nel 1568 acquisì la posizione di primo organista presso la Scuola Grande di San Rocco, un'istituzione veneziana prestigiosa quasi come quella della Basilica di San Marco; ricoprì questo incarico fino al 1584 anno in cui tornò a Padova per tenere, presso la cattedrale, il posto di primo organista, per il quale aveva inutilmente concorso in precedenza. Nel dicembre 1585 venne licenziato dal suo posto di lavoro a Padova, probabilmente a causa di un'assenza ingiustificata, ma tornò a Venezia per diventare organista presso la Chiesa di Santo Stefano (Venezia). Nel 1586 divenne primo organista a San Marco, posto appena liberato da Andrea Gabrieli; così fu organista a fianco di Giovanni Gabrieli, che fu il secondo organista. Purtroppo morì dopo soli nove mesi dall'assunzione dell'incarico. 
Bellavere fu un compositore di talento e sarebbe potuto diventare un importante membro della scuola veneziana, ma la sua carriera venne troncata dalla morte prematura. 

## Opere
Bellavere scrisse, oltre ad opere per tastiera (fu un organista), opere corali, in particolare madrigali in uno stile leggero che ricorda quello di Andrea Gabrieli, nonché quattro mottetti e due serie del Magnificat. 
I suoi ultimi lavori presentano un utilizzo dello stile a coro multiplo e gruppi strumentali tipico di Giovanni Gabrieli, e che è il segno distintivo della scuola veneziana.